# Wolfhard Janke
Wolfhard Janke (* 11. Dezember 1955 in West-Berlin) ist ein deutscher Physiker und Hochschullehrer.

## Leben
Janke wuchs in West-Berlin auf und studierte Physik und Mathematik an der Freien Universität Berlin, wo er 1985 bei Hagen Kleinert promovierte. Für seine Dissertation erhielt er den Joachim Tiburtius-Preis von der Stadt Berlin. 1989 folgte die Habilitation. Nach Zwischenstation an der Florida State University und am Forschungszentrum Jülich, war er von 1992 bis 1997 an der Universität Mainz bei Kurt Binder tätig. 1992 erhielt er ein „Heisenberg Fellowship“ der Deutschen Forschungsgemeinschaft. 1998 wurde er an die Universität Leipzig auf den Lehrstuhl für Theoretische Physik berufen.

## Schriften (Auswahl)
- Statistische Mechanik von Linienstrukturen, Berlin, Freie Univ., Diss., 1985.
- mit Alexandra Roder, Joan Adler: High temperature series analysis of the free energy and susceptibility of the 2D random bond ising model, NTZ, Leipzig 1998.
- mit Bernd A. Berg, Alain Billoire: Energy barriers of spin glasses from multi-overlap simulations, ZHS, Leipzig 1998.
- mit Martin Weigel: Universal amplitudes in the FSS of three-dimensional spin models, ZHS, Leipzig 1999.
- mit Desmond A. Johnston: The wrong kind of gravity, NTZ, Leipzig 1999.
- mit Bernd A. Berg, Alain Billoire: Spin glass overlap barriers in three and four dimensions, ZHS, Leipzig 1999.
- mit Desmond A. Johnston: Ising and potts models on quenched random gravity graphs, NTZ, Leipzig 1999.
- mit Martin Weigel: High precision Monte Carlo study of universal correlation lengths scaling in three-dimensional O(n) spin models, NTZ, Leipzig 2000.